# 保守向量场
如果一个向量场是某个标量势的梯度，那么便称为保守向量场（英語：conservative vector field）。有两个密切相关的概念：路径无关和无旋向量场。任何一个保守向量场的旋度都是零（因此是无旋的），也具有路径无关的性质。

## 定义
一个向量场{\displaystyle \mathbf {v} }將在滿足下述條件時称为保守的：如果存在一个标量场{\displaystyle \varphi }，使得：
{\displaystyle \mathbf {v} =\nabla \varphi .}
在这里，{\displaystyle \nabla \varphi }表示{\displaystyle \varphi }的梯度。当以上的等式成立时，{\displaystyle \varphi }就称为{\displaystyle \mathbf {v} }的一个标量势。
向量分析基本定理表明，任何一个向量场都可以表示为一个保守向量场和一个螺线向量场的和。

## 路径无关
保守向量场的一个重要性质是它沿着一条路径的积分只与起点和终点有关，与路径无关。假设{\displaystyle S\subseteq \mathbb {R} ^{3}}是三维空间内的一个区域，{\displaystyle P}是{\displaystyle S}内的一个可求长路径，其起点为{\displaystyle A}，终点为{\displaystyle B}。如果{\displaystyle \mathbf {v} =\nabla \varphi }是保守向量场，那么：
{\displaystyle \int _{P}\mathbf {v} \cdot d\mathbf {r} =\varphi (B)-\varphi (A).}
这是复合函数求导法则和微积分基本定理的结果。
一个等价的表述是，对于{\displaystyle S}内的所有闭合路径，都有：
{\displaystyle \oint \mathbf {v} \cdot d\mathbf {r} =0}
以上的逆命题也是成立的，只要{\displaystyle S}是连通区域。也就是说，如果{\displaystyle \mathbf {v} }沿着{\displaystyle S}内的所有闭合路径的环量都是零，那么{\displaystyle \mathbf {v} }就是保守向量场。

## 无旋向量场
向量场{\displaystyle \mathbf {v} }是无旋的，如果它的旋度是零，也就是说：
{\displaystyle \nabla \times \mathbf {v} =0.}
由于这个原因，这种向量场有时称为无旋向量场。
对于任何标量场{\displaystyle \varphi }，都有：
{\displaystyle \nabla \times \nabla \varphi =0.}
因此保守向量场都是无旋向量场。
只要{\displaystyle S}是单连通区域，它的逆命题也是成立的：每一个无旋向量场也都是保守向量场。
如果{\displaystyle S}不是单连通的，则逆命题不成立。设{\displaystyle S}为去掉{\displaystyle z}轴的三维空间，也就是{\displaystyle S=\mathbb {R} ^{3}\setminus \{(0,0,z)~|~z\in \mathbb {R} \}}。现在，我们定义以下的向量场：
{\displaystyle \mathbf {v} =\left({\frac {-y}{x^{2}+y^{2}}},{\frac {x}{x^{2}+y^{2}}},0\right).}
则{\displaystyle \mathbf {v} }存在，且在{\displaystyle S}内的每一个点旋度都是零；因此{\displaystyle \mathbf {v} }是无旋的。但是，{\displaystyle \mathbf {v} }沿着{\displaystyle x,y}平面内的单位圆的环量等于{\displaystyle 2\pi }。因此{\displaystyle \mathbf {v} }不具有路径无关的性质，所以不是保守的。
在单连通空间内，无旋向量场具有路径无关的性质。这是因为无旋向量场是保守的，而保守向量场又是路径无关的。这个结果也可以从斯托克斯定理直接推出。在连通区域内，任何一个路径无关的向量场都一定是无旋的。
更加抽象地，保守向量场是恰当1-形式。也就是说，它是一个1-形式，等于某个0-形式（标量场）{\displaystyle \phi }的外导数。一个无旋向量场是闭合1-形式。由于d2 = 0，任何正合形式都是闭合的，因此任何保守向量场都是无旋的。定义域是单连通的，当且仅当它的第一个同调群为零，或第一个上同调群为零。第一个德拉姆上同调群{\displaystyle H_{\mathrm {dR} }^{1}}是零，当且仅当所有闭合1-形式都是恰当的。

## 无旋流动
流体的流速{\displaystyle \mathbf {u} }是向量场，它的涡度{\displaystyle {\boldsymbol {\omega }}}通常由以下公式定义：
{\displaystyle {\boldsymbol {\omega }}=\nabla \times \mathbf {u} .}
如果{\displaystyle \mathbf {u} }是无旋的，那么这个流动就称为无旋流动。无旋流动的涡度是零。
对于二维流动，涡度是流体元素的局部旋转的一种衡量。注意涡度并不能说明流体的整体表现。做直线运动而具有涡度的流体是有可能的，做圆周运动而是无旋的流体也是有可能的。关于更多信息，请参见旋涡。

## 保守力
如果力{\displaystyle \mathbf {F} }的向量场是保守的，则这个力称为保守力。
最明显的例子是万有引力。根据牛顿万有引力定律，两个质点{\displaystyle m}和{\displaystyle M}之间的引力{\displaystyle \mathbf {F} _{G}}等于：
{\displaystyle \mathbf {F} _{G}=-{\frac {GmM{\hat {\mathbf {r} }}}{r^{2}}},}
其中{\displaystyle G}是引力常数，{\displaystyle {\hat {\mathbf {r} }}}是单位向量，从{\displaystyle M}指向{\displaystyle m}。万有引力是保守的，这是因为{\displaystyle \mathbf {F} _{G}=-\nabla \Phi _{G}}，其中
{\displaystyle \Phi _{G}=-{\frac {GmM}{r}}}
是引力势。
对于保守力，路径无关可以解释为从点{\displaystyle A}到点{\displaystyle B}所做的功是与路径无关的，沿着闭合路径所做的功是零：
{\displaystyle W=\oint \mathbf {F} \cdot d\mathbf {r} =0.}